# Huolongjing
 (avril 2025).

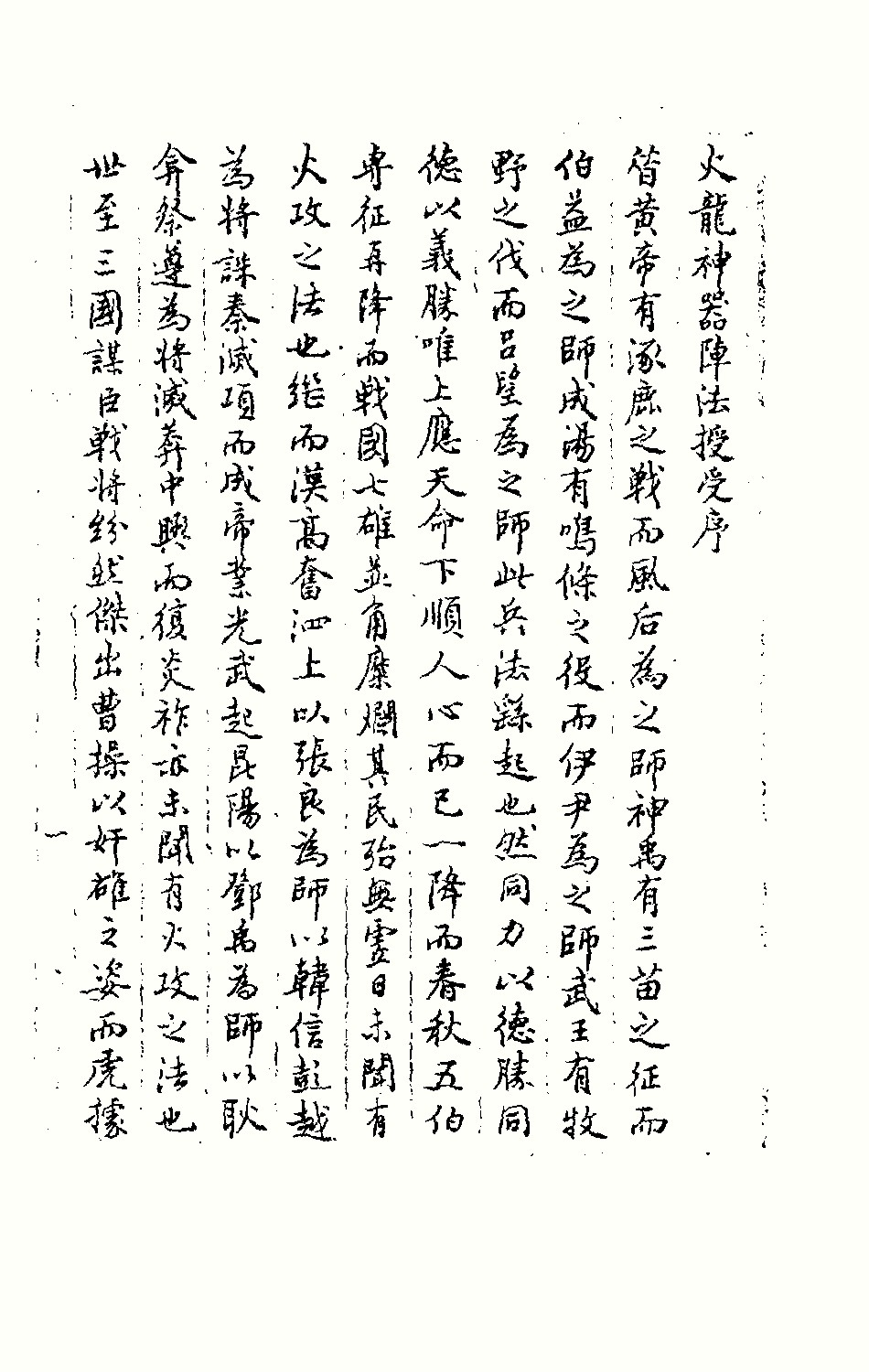
Huolong shenqi zhenfa

Huolongjing (chinois simplifié : 火龙经 ; chinois traditionnel : 火龍經 ; pinyin : huǒlóng jīng ; litt. « classique des dragons à feu », également appelé Huolong shenqi zhenfa (火龙神器阵法 / 火龍神器陣法, huǒlóng shénqì zhènfǎ) est un traité sur les armes à feu compilé en 1403, sous le règne de Yongle (永乐 / 永樂, yǒnglè, 1403 — 1424), empereur de la dynastie Ming. Des érudits comme Jiao Yu (焦玉, jiāo yù) et Liu Bowen (刘伯温, liú bówēn) (ou Liu Ji, liú jī, 1311 — 1375) ont participé à sa création. Il y a également des traces sous le règne de Chongzhen (崇祯, Chóngzhēn, 1628 — 1644), dernier empereur de la dynasite Ming, d'un ouvrage proche nommé (火攻罕要, huǒgōng hǎnyāo).
On y trouve la description de différentes technologies militaires :
- Mousquet utilisant une platine à mèche
- Canon
- boulet de canon explosif
- missile à plusieurs étages
- missile aérodynamique
- mine terrestre et mine marine

## Galerie

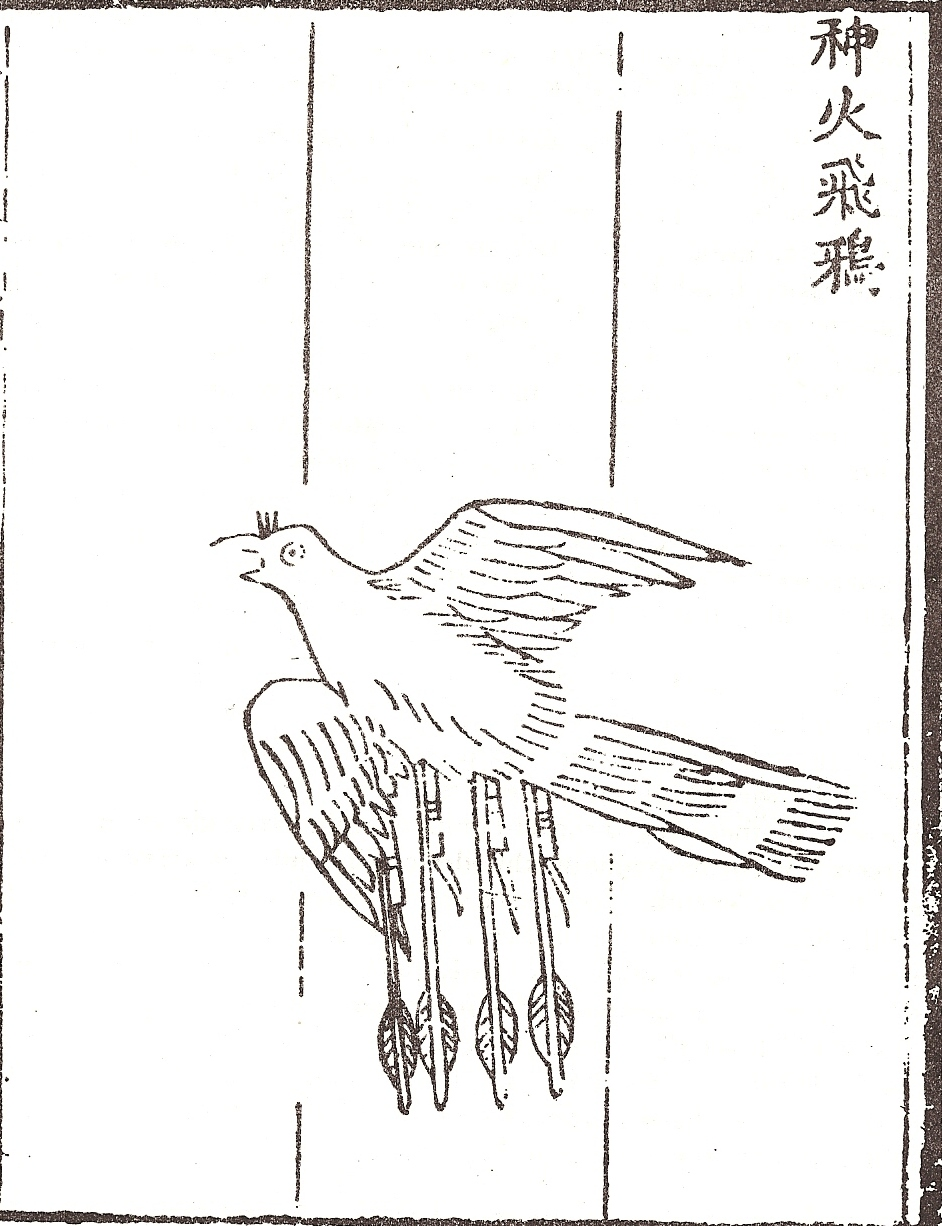
Corbeau volant au feu magique (神火飛鴉 / 神火飞鸦), fusée aérodynamique.
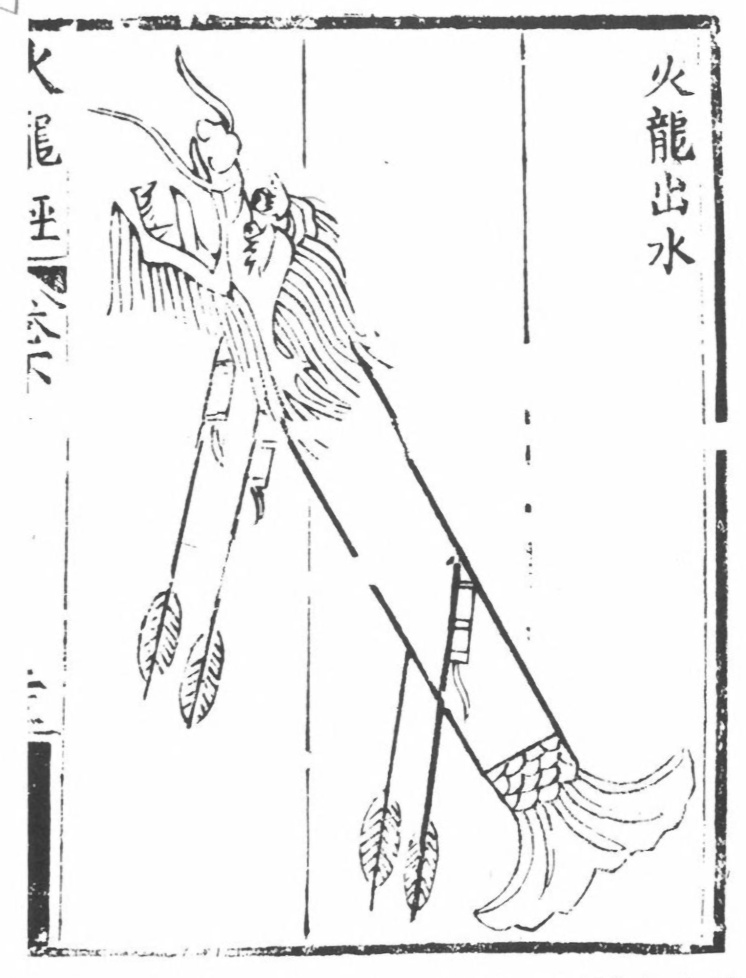
Dragon à feu sortant de l'eau (火龙出水 / 火龍出水), fusée à plusieurs étages
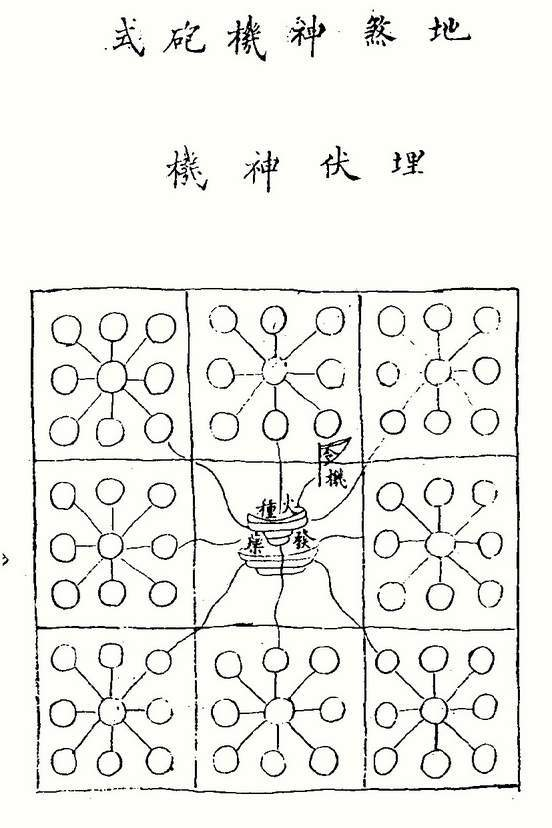
mine terrestre.
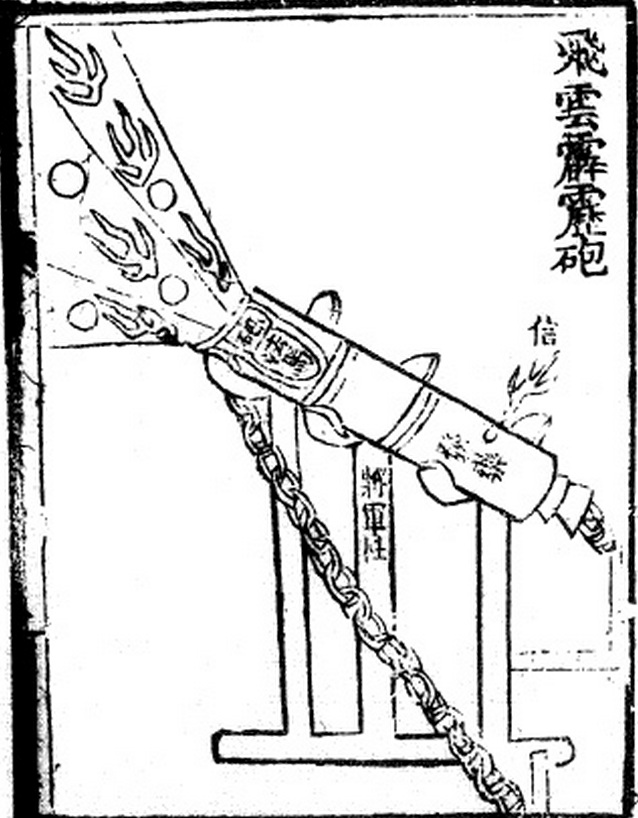
Canon.
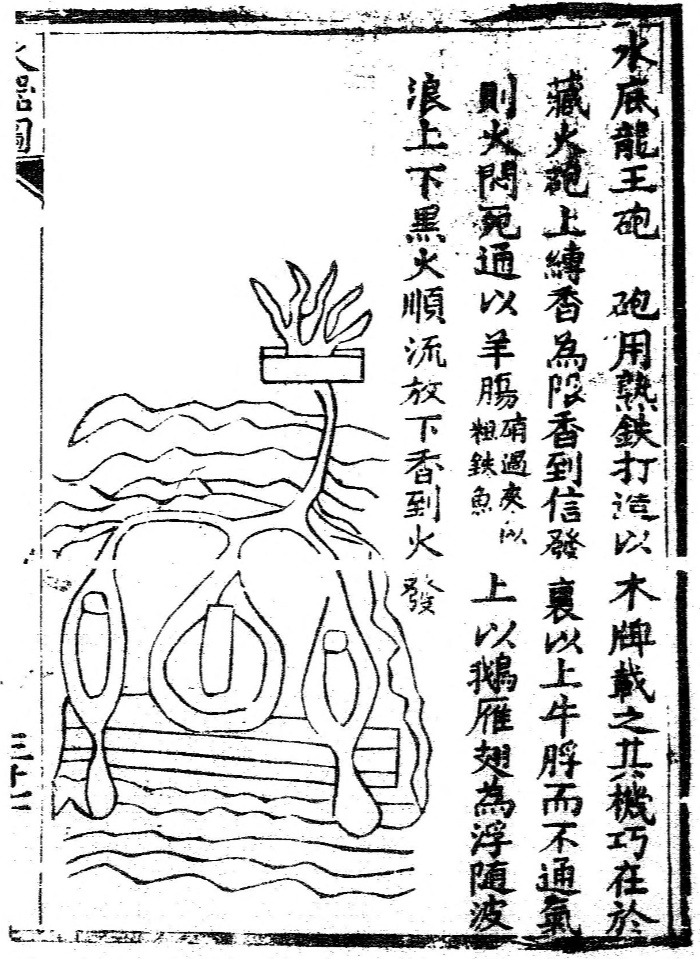
Mine marine.
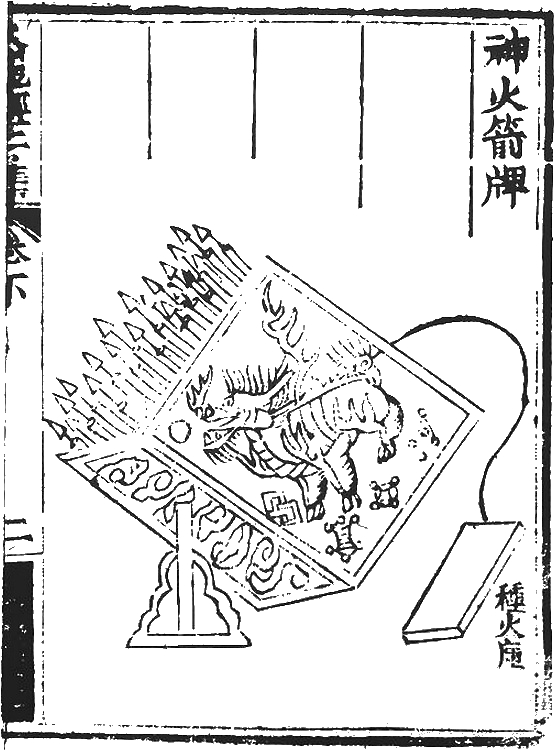
Batterie de flèches-missiles.